# Cornelia Ullrich
Pour les articles homonymes, voir Ullrich.
Cornelia Ullrich (née Feuerbach le 26 avril 1963 à Halberstadt) est une athlète allemande spécialiste du 400 mètres haies.
Concourant sous les couleurs de la République démocratique allemande dans les années 1980, Cornelia Feuerbach se classe troisième des Championnats d'Europe 1986, derrière la Soviétique Marina Stepanova et sa compatriote Sabine Busch. Auteur de la meilleure performance de sa carrière en 53 s 58 le 21 août 1987 à Potsdam, elle remporte la médaille de bronze des Championnats du monde de Rome en 54 s 31, devancée par Sabine Busch et l'Australienne Debbie Flintoff.

## Palmarès
| Année | Compétition           | Lieu      | Place | Épreuve     |
| ----- | --------------------- | --------- | ----- | ----------- |
| 1986  | Championnats d'Europe | Stuttgart | 3e    | 400 m haies |
| 1987  | Championnats du monde | Rome      | 3e    | 400 m haies |